# Fort Edmonton
Fort Edmonton (originalmente chamado de Edmonton House) é um museu em Edmonton, Alberta, Canadá. Foi um posto de comércio da Companhia da Baía de Hudson de 1795 a 1891.

## História
Foi fundado em 1795 como um posto de comércio nacional às margens do rio North Saskatchewan pela Companhia da Baía de Hudson. Estava localizado próximo do Fort Augustus, um posto da rival Companhia do Noroeste, no lado norte do rio do atual Fort Saskatchewan. Em 1915, o forte foi destruído por uma grande enchente do rio.
Em 1969, a reconstrução do forte começou representado como ele era em 1846, mas desta vez no lado sul do rio North Saskatchewan ao invés de sua original posição perto da atual Alberta Legislature Grounds. Este marcou o início do Parque Fort Edmonton, que tornou-se uma das principais atrações turísticas da cidade. O Parque representa quatro períodos distintos, o desenvolvimento de Edmonton desde a fundação do posto de comércio no inexplorado noroeste canadense, até a explosão do centro metropolitano após a Primeira Guerra Mundial.